# Japan Freight Railway Company

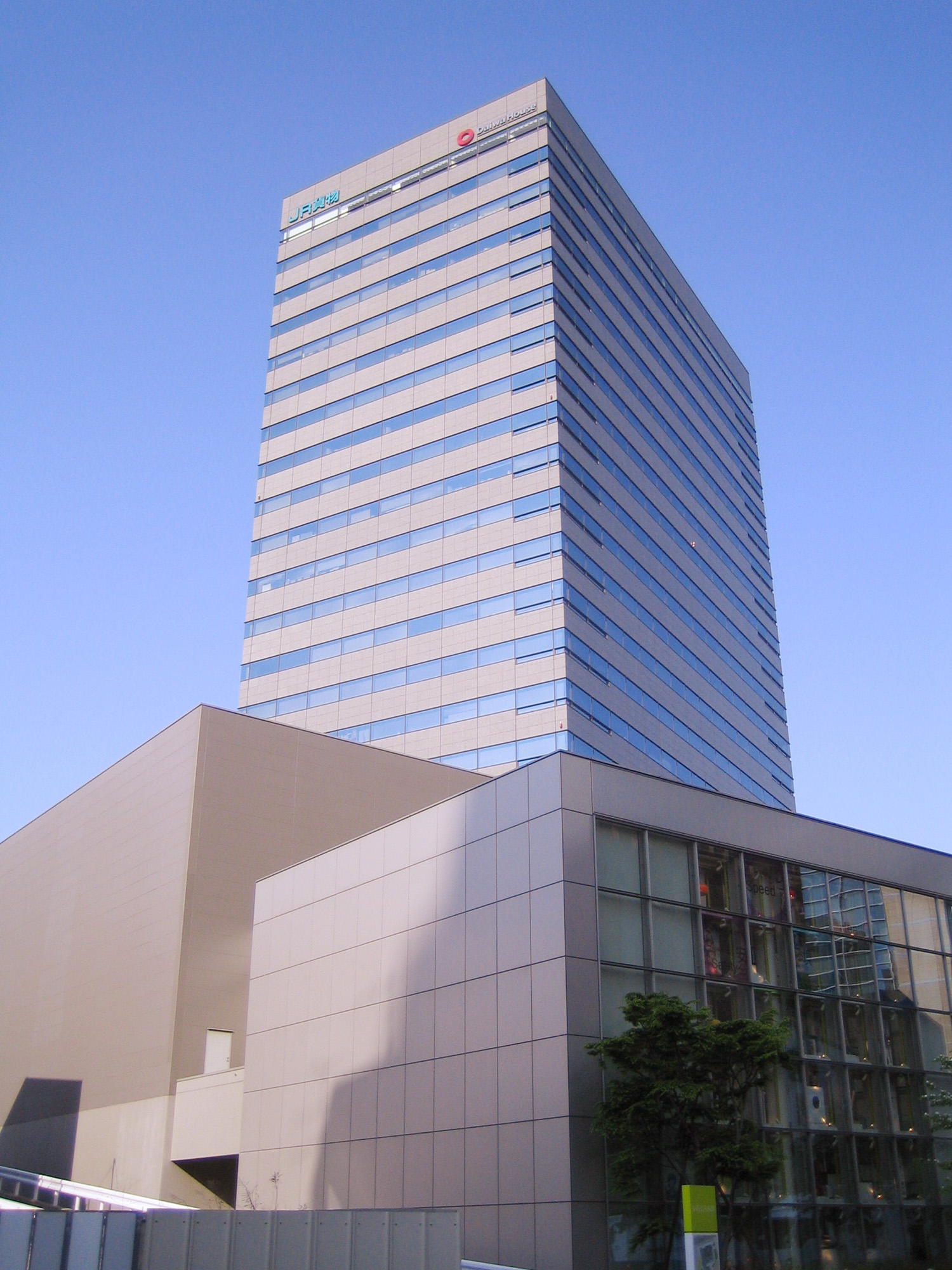
Antigo sede em Iidabaxi, Chioda, Tóquio, Japão

Japan Freight Railway Company (em japonês: 日本貨物鉄道株式会社) ou JR Freight (em japonês: JR貨物; romaniz.: Jeiāru Kamotsu) é uma das empresas constituintes do grupo Japan Railways (Grupo JR). Fornece transporte de carga nacional. Sua sede está em Xibuia, Tóquio, perto da estação de Xinjucu.